# 陳階平
陳階平，清朝軍事將領。
道光十三年六月二十九，由湖南镇总兵官调任廣西提督。道光十八年正月十四（1838年2月8日），调任江南提督。